# Irrigazione nasale

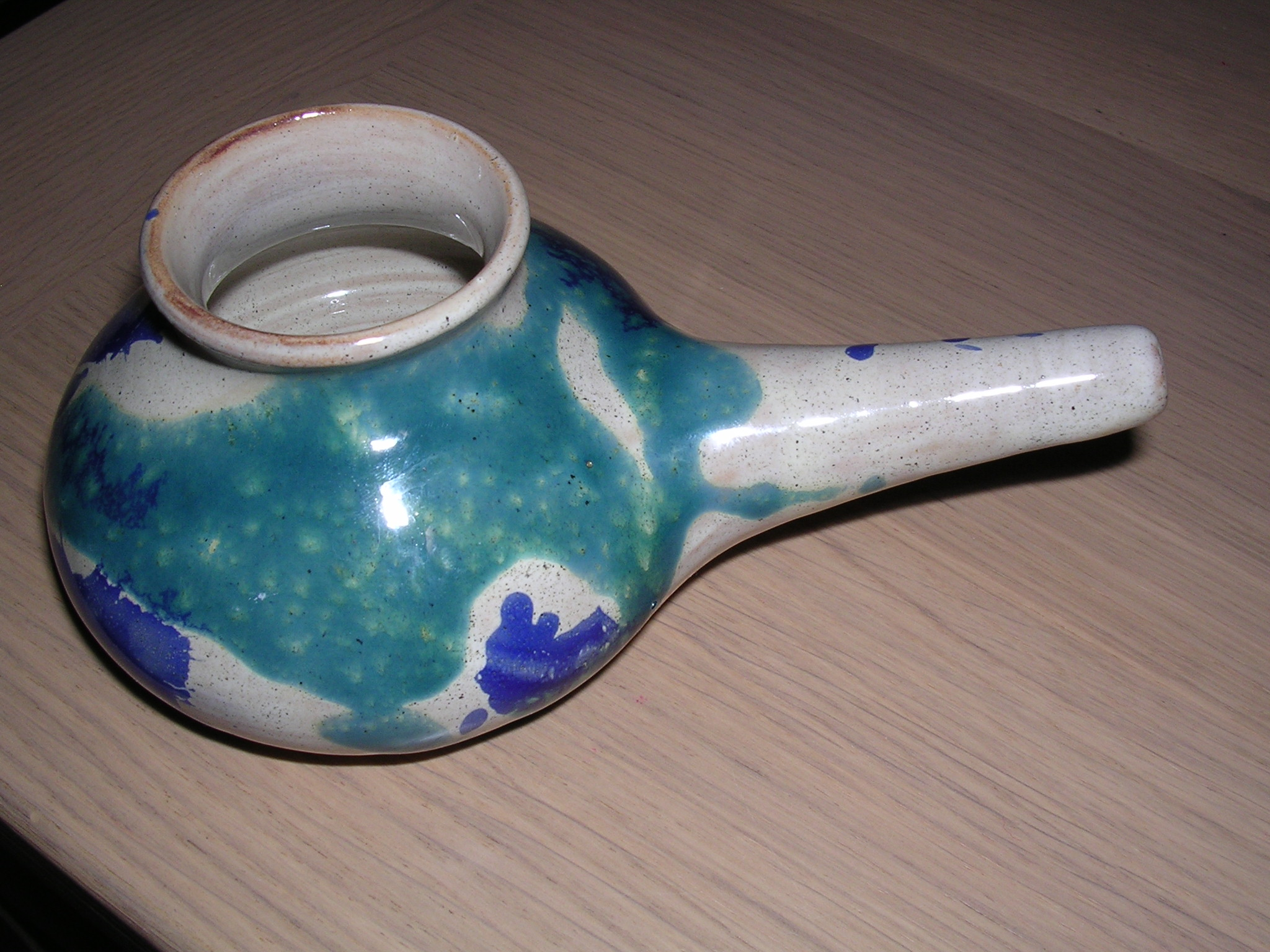
Lota neti

L'irrigazione nasale è una pratica che consiste nel passaggio nelle cavità nasali di soluzioni idrominerali, a scopo terapeutico o di igiene.
Gli apparecchi utilizzati per tale pratica consistono in ampolle che permettono il passaggio nel naso del liquido (in genere una soluzione salina isotonica), che viene poi scaricato in una vasca di raccolta o in un lavabo.
Esistono anche tecniche in cui il liquido viene nebulizzato: in questo caso in genere si parla di doccia nasale.
Uno dei metodi più antichi e semplici è il cosiddetto jala neti, una tecnica di pulizia, che fa parte dei ShatKarma, che la cultura yoga utilizza da millenni, e che consiste nel far entrare il liquido in una narice per mezzo di un piccolo recipiente noto come lota e farla uscire contemporaneamente dall'altra narice.

## Benefici della pratica
L'irrigazione nasale può essere eseguita quotidianamente: il passaggio del liquido rimuove dalle cavità nasali il muco ed i contaminanti e gli allergeni respirati. Fra i numerosi benefici della pratica vi sono la prevenzione ed il trattamento di:
- sinusite[1][2]
- raffreddore
- rinorrea
- rinite allergica[3]
- alitosi
- tosse
- otite
- mal di gola, laringite, faringite
- polipi nasali
- rinite vasomotoria
- russamento

Per i praticanti di Hatha Yoga la pulizia nasale è fondamentale per bilanciare IDA e Pingala nadi. Il termine nadi proviene dal sanscrito e significa tubo, canale o vena. Tali canali sarebbero le vie attraverso le quali passa il prana, inteso come energia vitale o soffio, per alimentare tutte le parti del corpo. Riscontrano notevoli benefici dall'irrigazione nasale effettuata con il neti lota, in quanto gran parte degli esercizi di prāṇāyāma necessitano di profonde respirazioni attraverso le narici.
Probabilmente a causa di una miglior pulizia nasale, alcuni affermano di riscontrare un più sensibile senso del gusto e dell'odorato.

## Preparazione
Prendere acqua tiepida, a temperatura gradevole per il corpo, e salata quanto basta affinché sia uguale al sale contenuto nelle mucose nasali (9g di sale marino per litro d'acqua). Si definisce fisiologica/isotonica. In caso di infiammazione è opportuno utilizzare una soluzione più salata della fisiologica ma chiedere sempre ad un esperto quanto sale ci andrà e per quanto tempo va utilizzata. È possibile utilizzare normale sale da cucina (solo se non integrato con altri componenti, es. iodio) o sale marino. Preferibilmente dovrebbe essere utilizzato sale proveniente da miniera.

## Jala neti
La tecnica dello jala neti (in sanscrito जल नेती, jala netī), benché non molto conosciuta in occidente, è una pratica molto diffusa in molte parti dell'India e del Subcontinente indiano, e spesso è effettuata quotidianamente insieme all'igiene orale.
In alcuni casi di congestione nasale o allergia acuta è possibile effettuare l'irrigazione nasale fino a quattro volte al giorno.

### Tecnica

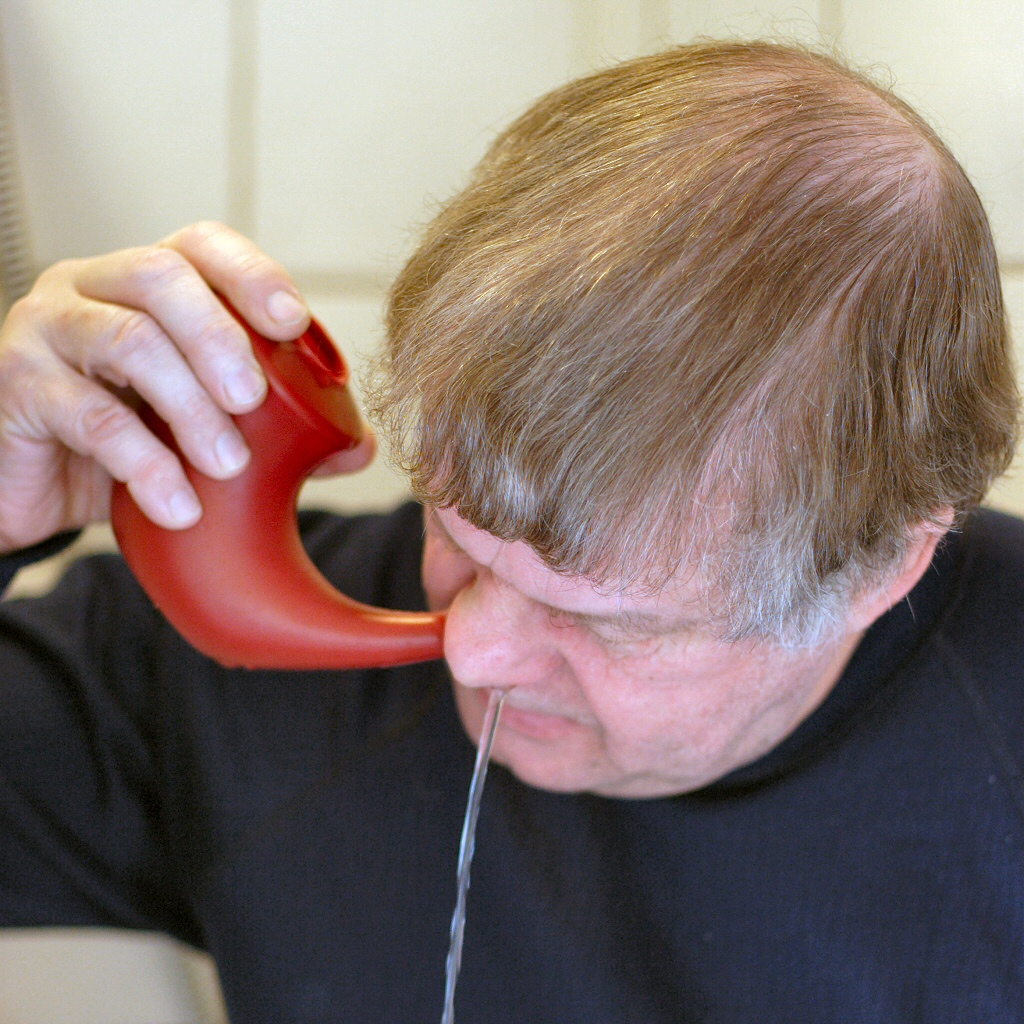
Irrigazione nasale

Il lota neti (in inglese neti pot) non è altro che un piccolo contenitore a forma di teiera con il beccuccio adatto a essere inserito nel naso, della capacità di circa 30 cc. Una volta riempito di soluzione salina, in piedi di fronte ad un lavandino si piega la testa di lato e si inserisce il beccuccio nella narice superiore. Mantenendo le narici aperte e cercando di non forzare o di ingoiare il liquido, respirando a bocca aperta, la soluzione dovrebbe uscire dall'altra narice con un flusso regolare.

### Potenziali problemi
- Alcune persone potrebbero avere le narici molto congestionate: in questo caso il blocco potrebbe svanire solo dopo numerosi tentativi.
- Eventuali potrebbero essere causati da una temperatura o da una salinità non ottimali.
- Passaggio dell'acqua nel cavo auricolare: in questo caso è necessario soffiare l'acqua fuori dal naso molto delicatamente, senza eccessiva pressione.

### Precauzioni
- Non effettuare il jala neti in caso di lesioni nasali o infiammazioni acute.
- Non effettuare il jala neti in caso epistassi cronica.
- L'acqua di rubinetto italiana è adatta a tale scopo (quando viene dichiarata potabile dal comune), ma può essere  prima bollita, se si hanno dei dubbi.[4]

## Altre pratiche
Oltre al semplice neti pot in commercio esistono numerosi strumenti per l'irrigazione nasale: bombolette di soluzione salina spray pronte per l'uso o sacche per irrigazione nasale con soluzione fisiologia tiepida ed ancora apparecchiature più sofisticate utilizzate da centri termali o medici. I vantaggi del neti lota però sono molteplici: basso costo, facilmente eseguibile in qualsiasi situazione ambientale, flusso d'acqua prolungato che fa uscire il muco con maggiore facilità.